# Kiyohara no Fukayabu
Kiyohara no Fukayabu (Nhật: 清原 深養父 (Thanh Nguyên, Thâm Dưỡng Phụ) không rõ năm sinh, năm mất) là nhà thơ Nhật Bản vào thời kỳ Heian. Ông là tác giả của bài thơ số 36 trong tập Ogura Hyakunin Isshu và là người đóng góp 17 bài thơ vào tập Kokin Wakashū.

## Tiểu sử
Ông là ông nội của Kiyohara no Motosuke, tác giả của bài thơ số 42, là ông cố của bà Sei Shōnagon, tác giả của bài thơ số 62 và cũng là người đỡ đầu cho Ki no Tsurayuki (紀貫之) (tác giả bài số 35) và cùng một nhóm với quan Tham Nghi Bờ Đê tức Fujiwara no Kanesuke (中納言兼輔 (Đằng Nguyên, Kiêm Phụ)) (tác giả bài số 27 trong tập Ogura Hyakunin Isshu).

## Sáng tác
Một trong những bài thơ của ông được đánh số 36 trong tập thơ nổi tiếng Ogura Hyakunin Isshu do Fujiwara no Teika biên tập:
| Nguyên văn:                                                | Phiên âm:                                                                           | Dịch thơ: | Diễn ý: |
| ---------------------------------------------------------- | ----------------------------------------------------------------------------------- | --- | --- |
| 夏の夜は まだ宵ながら 明けぬるを 雲のいづこに 月やよるらむ | Natsu no yo wa Mada yoi nagara Ake nuru wo Kumo no izuko ni Tsuki yadoru ramu (ran) | Đêm hè ngắn, còn tối, Ngày rạng có ai hay! Thương trăng chưa lặn kịp, Chắc vội núp ven mây. (ngũ ngôn) Đêm hè, trời sáng rồi sao, Trăng kia núp đám mây nào, hỡi trăng? (lục bát) | Đêm mùa hạ ngắn, thấy trời còn tối đó, Thế mà ngày đã rạng lúc nào không hay. Không biết con trăng xinh xắn chưa đi kịp về hướng tây, Đang nấp ở sau đám mây nào ấy nhỉ? |

### Xuất xứ
Kokin Wakashū ( Cổ Kim Tập), thơ mùa Hạ, bài 166.

### Hoàn cảnh sáng tác
Lời bàn trong Kokin Wakashū cho biết đây là bài thơ vịnh buổi sáng mùa hạ (các tháng 4, 5, 6 Âm Lịch) và được ứng khẩu trên một chiếu tiệc.

### Đề tài
Thấy đêm mùa hạ ngắn mà tiếc cho mình hết được trông trăng.
Đêm mùa hạ thật ngắn, ngày sáng nhanh nên con trăng không kịp lặn về hướng tây, chắc nó còn đang quanh quẩn đâu đây sau mấy đám mây trên bầu trời. Chính ra, vì trời sáng nên góc cạnh của vầng trăng đã nhạt nhòa, không nhìn thấy được, cho nên tác giả mới có ý nghĩ ngộ nghĩnh như thế.
Điều này cho thấy nhà thơ đã ngắm vầng trăng, đánh bạn với nó suốt đêm và chứng tỏ ông rất yêu trăng.
Thủ pháp nhân cách hóa xem trăng như người ở trọ (宿る yadoru: ngụ, trọ) đã được dùng trong bài. Trợ động từ ramu (ran) với nghĩa "đang làm gì bây giờ nhỉ" nhằm ước định một việc gì xảy ra ngoài tầm mắt.

## Đường dẫn ngoài
- McMillan, Peter. Năm 2010 (Bản in đầu, Năm 2008). Một Trăm Nhà Thơ, Mỗi Vị Một Thơ. New York: Nhà xuất bản Đại Học Columbia. (tiếng Anh)
- Suzuki Hideo, Yamaguchi Shin'ichi, Yoda Yasushi. Năm 2009 (Bản in đầu, Năm 1997). Genshoku: Ogura Hyakunin Isshu. Tokyo: Bun'eidō. (tiếng Nhật)
- Một trăm bài thơ Nhật Bản cổ (Hyakunin-isshu), biên dịch bởi William N. Porter, 1909, tại trang sacred-texts.com (tiếng Anh)
- Ogura Hyakunin Isshu, biên dịch bởi chimviet.free.fr Lưu trữ ngày 22 tháng 12 năm 2016 tại Wayback Machine